# Adiantum petiolatum
Adiantum petiolatum là một loài thực vật có mạch trong họ Adiantaceae. Loài này được Desv. miêu tả khoa học đầu tiên năm 1811.